# Sant Miquel Arcàngel de Benifallim
Sant Miquel Arcàngel de Benifallim és una església de Benifallim (l'Alcoià) protegida com a bé de rellevància local amb el codi 03.27.032-002.

## Descripció
Construcció renaixentista. A la façana té una capelleta de Sant Miquel Arcàngel.

## Història
L'origen àrab de Benifallim queda acreditat pel seu nom. Quedà despoblada el segle xiv, i Bernat de Cruïlles, va atorgar carta de poblament el 30 de novembre de 1316, a favor de 30 veïns de Penàguila. El 1535 la parròquia tenia 40 cases de cristians vells. Històricament les festes en honor de sant Miqule Arcàngel s'han celebrat els dies 8 de maig i 28, 29 i 30 de setembre.
Aquesta església es va edificiar la segona meitat del segle xvi. Està dedicada a Sant Miquel Arcàngel. Ha estat construïda en diverses fases, el més recent és el campanar i el cor, de finals del segle xix. A la façana s'observen elements arquitectònics reutilitzats de construccions anteriors.